# Bolu (álbum)
Bolu es el tercer álbum de estudio del músico británico Tom Rosenthal.

## Listado de pista
Todas las  canciones fueron escritas y compuestas por Tom Rosenthal.
1. "Run for Those Hills, Babe." – 2:25
2. "Watermelon" – 3:02
3. "Don't Wait" – 2:12
4. "The Meaninglessness of Numbers" – 2:21
5. "Just As" – 2:42
6. "Big on Questions" – 2:19
7. "Non-Verbal Communication" – 2:03
8. "Don't You Know How Busy & Important I Am" – 2:20
9. "How Could I Not?" – 1:47
10. "Forests on The Way There" – 1:53
11. "To You Alone" – 2:40
12. "Everyone is Everyone Else" – 3:13
13. "Panda in The Chandelier" – 2:07
14. "I Got Myself a Finish" – 2:08
15. "All of Them Dreams" – 2:30
16. "Borrowing" – 2:47